# Tupua Tamasese Mea'ole

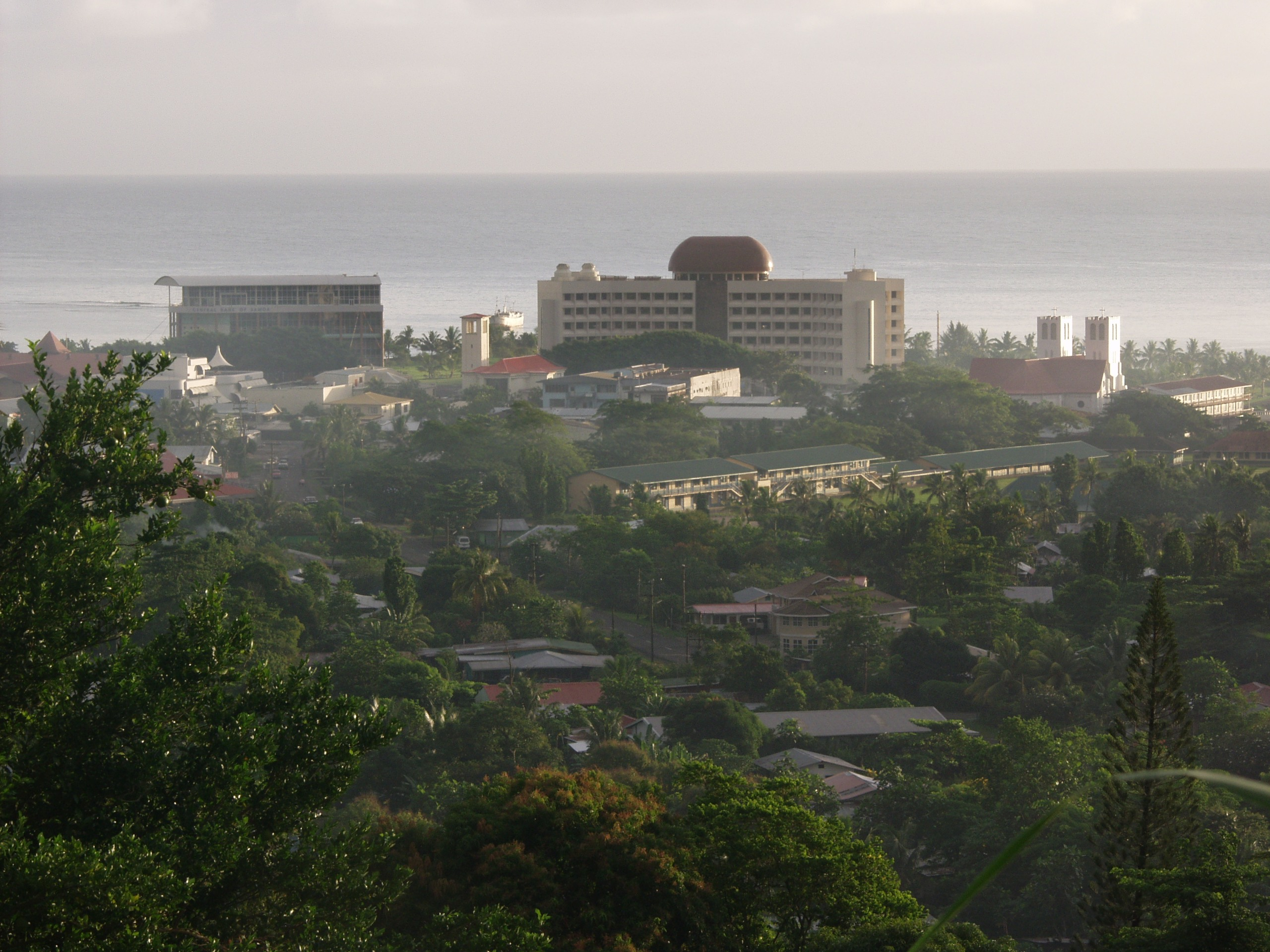
Samoas regeringsbyggnader i Apia.

Tupua Tamasese Peter Mea'ole, född 3 juni 1905 i Vaimoso i Samoa, död 5 april 1963, var den första "O le Ao o le Malo", statschef, delad post tillsammans med Malietoa Tanumafili II i det självständiga Samoa. Han var ingift i Nelsonsläkten, efter ett giftermål med Olaf Frederick Nelsons dotter Noue Nelson. Namndelen "Tupua Tamasese" är en ledartitel för samoanska hövdingar.

## Biografi
Peter Mea'ole var son till den lokale hövdingen Tupua Tamasese Lealofi-o-a'ana II och dennes hustru Vaaiga Alaisala. Han var tidigt engagerad i Maurörelsen där han mötte Olaf Frederick Nelson och dennes dotter Noue Nelson. Den nyzeeländska förvaltningen som började 1914 blev mer och mer impopulär och Maurörelsen växte i betydelse. Hans farbror Tupua Tamasese Lealofi III dödades under en demonstration för Maurörelsen den 28 december 1929. Efter farbroderns död utnämndes Peter Mea'ole till hövding.
1934 gifte han sig med Noue och paret fick fyra barn.
Peter Mea'ole blev en av de två fautuas (rådgivare, tillsammans med Malietoa Tanumafili II) till den nyzeeländske guvernören och var en av arkitekterna bakom den nya konstitutionen i det självständiga Samoa och medverkade även i framtagandet av nationens flagga.
1950 deltog båda tillsammans även på den första "South Pacific Conference" (Stillahavskonferensen) på Fiji i det 1947 skapade Secretariat of the Pacific Community (SPC, en internationell organisation av länder i regionen).
Tillsammans blev de 2 fautuas den 1 januari 1962 även det självständiga Samoas två statschefer. Peter Mea'ole tilldelades senare även den Brittiska Imperieorden strax före sin död den 5 april 1963.

### Eftermäle
Peter Mea'oles hustru Noue Irene Gustava Ta'isi Nelson dog 1992.
Peter Mea'oles son Tamasese Olaf Efi var Samoas premiärminister åren 1976–1982 och blev 2007 också Samoas statschef.